# ويليام مورغان (سياسي نيوزلندي)
ويليام مورغان (بالإنجليزية: William Morgan)‏ هو سياسي نيوزلندي، ولد في 1851، وتوفي في 18 فبراير 1918. انتخب Member of the Legislative Council of New Zealand ‏ (14 يوليو 1914 – 18 فبراير 1918).